# Lista de bairros de Guarulhos
O município de Guarulhos é divido em 46 bairros administrativos, mais o Aeroporto Internacional de São Paulo-Guarulhos. Estes, por sua vez, estão localizados dentro de um dos dois distritos do município: Guarulhos (distrito sede) e Jardim Presidente Dutra.
Os bairros oficiais são subdivididos em mais de 535 subdivisões, chamados de loteamentos ou vizinhanças (popularmente conhecidos como vilas, subúrbios ou jardins). Abaixo segue a listagem dos bairros administrativos e as suas respectivas subdivisões em ordem alfabética separados por distritos.

Mapa de Guarulhos.
Distrito de Guarulhos (distrito sede)
Distrito de Jardim Presidente Dutra

| 0. Aeroporto 1. Água Azul 2. Água Chata 3. Aracília 4. Bananal 5. Bela Vista 6. Bom Clima 7. Bonsucesso 8. Cabuçu 9. Cabuçu de Cima 10. Capelinha | 11. CECAP 12. Centro 13. Cocaia 14. Cumbica 15. Fortaleza 16. Fátima 17. Gopoúva 18. Invernada 19. Itapegica 20. Jardim Vila Galvão | 21. Lavras 22. Macedo 23. Maia 24. Mato das Cobras 25. Monte Carmelo 26. Morro Grande 27. Morros 28. Paraventi 29. Picanço 30. Pimentas | 31. Ponte Grande 32. Porto da Igreja 33. Presidente Dutra 34. Sadokim 35. São João 36. São Roque 37. Taboão 38. Tanque Grande 39. Torres Tibagy 40. Tranquilidade | 41. Várzea do Palácio 42. Vila Any (antigo Itaim, alterado pela Lei Nº 7.499 de 20 de julho de 2014) 43. Vila Augusta 44. Vila Barros 45. Vila Galvão 46. Vila Rio |

## Bairros e seus respectivos loteamentos no distrito sede de Guarulhos

### Aeroporto
- Aeroporto Governador André Franco Montoro
- Base Aérea de São Paulo

### Água Azul
- Chácara das Cerejeiras
- Água Azul

### Bananal
- Parque Santos Dumont[8]
- Jardim Munira
- Jardim Monte Sião
- Jardim Adelina
- Jardim Bananal
- Jardim das Oliveiras II

### Bela Vista
- Parque das Laranjeiras
- Jardim Divinolândia
- Jardim Santa Maria
- Jardim Bela Vista
- Cidade Martins

### Bom Clima
- Jardim Toscana
- Vila Santa Maria
- Jardim Santa Beatriz
- Jardim São José
- Jardim Bom Clima

### Cabuçu
- Vila Cambara
- Jardim Dorali
- Jardim Palmira
- Jardim Rosana
- Jardim Renzo
- Recreio São Jorge
- Novo Recreio
- Chácaras Cabuçu
- Jardim Monte Alto

### Capelinha
- Chácara das Lavras
- Chácara de Recreio Oasis
- Chácara Camilo
- Chácara das Lavras

### CECAP
- Conjunto Zezinho Magalhães Prado

### Centro
- Vila Progresso[8]
- Jardim São Gabriel
- Vila Santo Antônio
- Chácara São Luis
- Vila Zaíra
- Vila Hulda
- Vila Conceição
- Vila Zanardi
- Jardim Guarulhos
- Jardim Gumercindo
- Jardim Ana Maria
- Jardim Santa Francisca
- Vila Lidio Santana
- Vila Ede
- Vila Palmeiras
- Vila Rachid
- Vila Madeirense
- Vila Paulo Lenk
- Vila Miriam

### Cocaia
- Jardim Jovaia
- Jardim Jovaia Velho
- Jardim Testai
- Jardim Vera
- Jardim Rei
- Jardim Gisele
- Jardim Pinheiro
- Jardim Cocaia
- Vila Cocaia
- Vila Maricy
- Jardim Vista Alegre
- Jardim Mariana
- Vila Andrade
- Vila Maria Isabel
- Residencial Cerconi
- Jardim Rossi
- Jardim da Mamãe
- Jardim São Paulo

### Fortaleza
- Jardim Fortaleza
- Rocinha

### Fátima
- Vila Fátima
- Parque Cecap
- Jardim Flor do Campo
- Vila Alves
- Jardim São Judas Tadeu
- Vila Monteiro Lobato
- Jardim Santa Bárbara
- Vila Nossa Senhora de Fátima
- Jardim Rizzo
- Jardim Thomaz
- Vila Soimco
- Chácara Ribeiro
- Bairro dos Alves
- Vila Planalto
- Jardim Vanira

### Gopoúva
- Vila Pascoal
- Jardim D'Agostinho
- Vila Pascoal Rizzo
- Jardim Gopoúva
- Vila Sirena
- Vila Íris
- Vila Aprazível
- Jardim Almeida
- Vila Esther
- Campos de Gopoúva
- Vila Baraldi
- Jardim Bebedouro
- Jardim Tijuco
- Vila Gopoúva
- Vila Tijuco
- Jardim Alcarpe
- Vila Bellini
- Vila Borba
- Vila Paulista
- Jardim das Hortências

### Invernada
- Parque Primavera
- Jardim Santa Edwirges
- Vila União
- Vila Nova União

### Itapegica
- Cidade Brasil
- Vila Emílio
- Jardim Perpétuo
- Jardim IV Centenário
- Vila São Rafael
- Vila Ruth
- Vila Silvia
- Jardim Manaca
- Jardim Gonçalves
- Vila Endres
- Vila das Bandeiras
- Vila Marajó
- Vila Flora
- Jardim Maracanã
- Jardim Nossa Casa
- Vila São João
- Vila Saiago

### Lavras
- Jardim Ramos
- Jardim Maria Clara
- Jardim das Andorinhas
- Jardim IV Centenário
- Vila GPM

### Macedo
- Jardim Kida
- Jardim Bandeirantes
- Jardim Barbosa
- Vila Oriente
- Vila São Jorge
- Vila Camargos
- Vila Costa
- Vila Nova Camargo
- Vila Souza
- Jardim Santa Bárbara
- Jardim Aurélia
- Jardim São Vicente
- Jardim Edgar
- Jardim Maria Stella
- Vila Bom Clima

### Cidade Maia
- Cidade Maia
- Parque Renato Maia
- Jardim Maia
- Vila Lanzara

### Monte Carmelo
- Jardim Alvorada
- Vila Dora
- Jardim Monte Carmelo
- Sitio Itapeva
- Jardim América

### Morro Grande
- Orquidiama Parque Ribeirão

### Morros
- Jardim Suburbano
- Jardim Gurupa
- Jardim Irene
- Jardim Maria Aparecida
- Vila Marilda
- Jardim Elizabete
- Vila São João Batista
- Parque Flamengo[9]
- Jardim Célia
- Jardim dos Afonsos
- Jardim Adriana
- Vila Sítio dos Morros
- Jardim Diogo

### Paraventi
- Jardim Pinhal [10]
- Jardim Paraventi
- Vila Anibal
- Jardim Leila
- Jardim São Roberto
- Jardim Santa Clara

### Parque Continental
- Continental I
- Continental II
- Continental III
- Continental IV
- Continental V
- Jardim Renzo (Gleba I)
- Jardim Betel (Antigo Parque Continental Gleba B)
- Jardim Gracinda (Gleba II)
- Jardim Cambará (Gleba III)
- Jardim Valéria (Gleba IV)
- Jardim Itapoã (Gleba IV)
- Jardim Adriana I (Gleba V)
- Jardim Adriana II (Gleba V)

### Picanço
- Vila Ema
- Flor da Montanha
- Jardim Renne
- Jardim Emma
- Jardim Antonieta
- Jardim Miriam
- Jardim Milton
- Vila Tabatinga
- Sitio Tabatinga
- Jardim Dona Joana
- Vila Luarsan
- Jardim Maria Joana
- Vila Francisco Mineiro
- Jardim Tabatinga
- Jardim Terezópolis
- Cemitério São Judas Tadeu
- Vila Fiusa
- Vila Trabalhista
- Vila Jussara
- Jardim Santa Mena
- Jardim Eduardo
- Jardim Moreira
- Jardim Cascão
- Jardim Solange
- Jardim Santa Eugênia
- Jardim Carioca
- Jardim Paulista
- Jardim Rosa de França

### Ponte Grande
- Vila Calegário
- Vila Meliani
- Vila Antonia Perela
- Vila Fanganiello
- Vila Delaide Perela
- Vila Herminia
- Jardim Olinda
- Sitio Munhoz
- Vila Valleroti
- Vila Clotilde
- Vila Iracema
- Vila São Luiz
- Vila São Caetano
- Vila Zamataro
- Vila Maria Conceição
- Vila Aires
- Vila São Pedro
- Vila Angela Biani
- Jardim Munhoz
- Vila Venditte
- Jardim Frizzo
- Vila Otília
- Vila Rica

### Porto da Igreja
- Vila Leonor

### São João
- Vila Rica
- Vila São João
- Jardim São Geraldo
- Jardim Vida Nova
- Jardim São João
- Vila São Carlos
- Jardim Lenize
- Jardim Bondança
- Jardim Jade
- Jardim Cristina
- Vila Girassol
- Jardim Santa Terezinha
- Jardim Aeródromo
- Cidade Soberana
- Jardim Santo Expedito
- Cidade Seródio
- Jardim Novo Portugal
- Jardim Regina
- Conjunto Residencial Haroldo Veloso

### Taboão
- Vila Mesquita
- Jardim Nova Taboão
- Jardim Santa Emília
- Jardim Imperial
- Jardim Silvia
- Jardim Paraíso
- Jardim Acácio
- Parque Mikail
- Parque Mikail II
- Jardim Araújo
- Vila Araújo
- Jardim Beirute
- Vila do Eden
- Jardim Odete
- Jardim Taboão
- Jardim Santa Inês
- Jardim Santa Rita
- Jardim Belvedere
- Jardim São Domingos
- Jardim Santa Lídia
- Jardim Dona Meri
- Jardim Marilena
- Jardim Seviolli II
- Jardim Santa Vicência
- Jardim Sueli
- Jardim São José
- Jardim Capri
- Jardim das Acácias
- Jardim Pereira
- Jardim Santo Eduardo
- Jardim Tamassia
- Parque Santo Agostinho
- Parque Industrial do Jardim São Geraldo

### Torres Tibagy
- Vila Santa Terezinha
- Vila Leda
- Parque Santo Antônio
- Jardim São Luis
- Jardim Artidoro
- Jardim Novo Ipanema
- Vila Tibagy
- Jardim Imperador
- Vila São Judas Tadeu
- Parque Santo Antônio
- Vila Harmonia
- Jardim da Figueira
- Vila Aliança
- Vila Yaya
- Jardim Leda
- Jardim Santa Stella
- Vila Aida
- Jardim Aliança
- Vila Maranduba
- Jardim Santa Gema
- Vila São Ricardo
- Vila Maria Luiza
- Vila Fanny
- Vila Silveira

### Tranquilidade
- Vila Capitão Rabello
- Jardim Eusonia
- Jardim Tranquilidade

### Vila Augusta
- Vila Adelita
- Vila Soares
- Granja Alvorada
- Irineu Machado
- Vila Nilton
- Vila Antonieta
- Vila Vicentina
- Vila Leonor
- Vila Moraes
- Chácara Vila Dora
- Jardim Zoraide
- Vila Garcia
- Vila Nova São João
- Vila Sorocabana
- Vila Dona Antonia
- Vila Maria Tereza
- Vila Ristori
- Vila Pedro Moreira
- Vila Sion
- Recreio Bom Jesus
- Vila Moreira
- Jardim Wiara
- Jardim América
- Jardim Nazaret
- Vila Assis
- Vila Vera Maria
- Vila Baltazar Carvalho
- Vila das Palmeiras

### Vila Barros
- Jardim Eliana
- Jardim São Francisco
- Vila Berteli
- Vila Barros
- Jardim Ipanema
- Jardim Zimbardi
- Jardim Scyntila

### Vila Galvão
- Vila Galvão
- Vila Bom Lar
- Vila Cezar
- Vila Renata
- Jardim Guimarães
- Jardim Alice
- Vila Rosália
- Vila Estrela da Manhã
- Vila Belmiro
- Jardim do Papai
- Vila Sabatino
- Jardim Nilton Rabello
- Parque Marabá
- Jardim Eugênia
- Parque Santo Antônio

### Vila Rio
- Jardim Novo Iporanga
- Jardim Miranda
- Vila dos Bancários
- Jardim Mirandópolis
- Vila Rio de Janeiro
- Jardim Cristin Alice
- Vila Bancária
- Vila Imaculada
- Jardim Iporanga
- Jardim Luciara
- Jardim Bremem
- Vila Itapoan
- Jardim Valéria
- Portal dos Gramados
- Jardim City
- Jardim Patrícia
- Jardim Las Vegas
- Jardim São Paulo
- Jardim Santa Cecília

## Bairros e seus respectivos loteamentos no distrito deJardim Presidente Dutra

### Água Chata
- Água Chata
- Vila Dinamarca
- Parque Piratininga
- Parque Piratininga II
- Vila Branca

### Aracília
- Cidade Aracília (Jardim Aracília)

### Bonsucesso
- Jardim Ponte Alta I
- Jardim Ponte Alta II
- Jardim Fátima
- Jardim do Triunfo
- Nova Ponte Alta
- Jardim Santa Paula
- Jardim Santa Paula II
- Anita Garibaldi
- Jardim Hanna
- Jardim Campestre
- Sítios Recreio Rober
- Parque Residencial Bambi
- Vila Nova Bonsucesso
- Vila Carmela I
- Vila Carmela II
- Vila Carmela III (Vila Nova Carmela)
- Jardim Albertina
- Cidade Parque Alvorada
- Cidade Parque Brasília
- Residencial Parque Cumbica - INOCOOP - Final do Inocoop
- Jardim Fátima
- Jardim Nossa Senhora Aparecida
- Jardim São José

### Cumbica
- Vila Aeroporto (Vila do Sapo)
- Fazenda Campina
- Cidade Industrial Satélite de São Paulo
- Jardim das Nações
- Cidade Soinco
- Sítio dos Ferrões
- Jardim São Manoel
- Sítio Pau de Leite
- Conjunto Residencial Paes de Barros
- Cidade Jardim Cumbica
- Parque Uirapuru
- Vila Nova Cumbica
- Jardim Ottawa
- Vila São Benedito
- Jardim Santa Helena
- Jardim Cumbica
- Vila Alzira
- Jardim Kátia
- Jardim Arapongas

### Pimentas
- Cidade Tupinambá
- Jardim Angélica
- Jardim Angélica II
- Jardim Ansalca
- Jardim Arapongas
- Jardim Arujá
- Jardim Bela Vista
- Jardim Brasil
- Jardim Carvalho
- Jardim Dona Luiza
- Jardim dos Pimentas
- Jardim Ferrão
- Jardim Guilhermino
- Jardim Leblon
- Jardim Maria do Carmo
- Jardim Monte Alegre
- Jardim Monte Alto
- Jardim Normândia
- Jardim Nova Cidade
- Jardim Oliveira
- Jardim Paulista
- Jardim Rodolpho
- Jardim Santa Maria
- Jardim Santo Afonso
- Jardim Silvestre
- Parque das Nações
- Parque Industrial Cumbica
- Parque Jandaia
- Parque Jandaia II
- Parque Jurema[11]
- Parque Maria Helena
- Parque São Miguel
- Parque Stella
- Sítio São Francisco
- Vila Aurora
- Vila Itai
- Vila Izabel
- Vila Paraíso
- Vila Pastor
- Vila Pires
- Vila São Gabriel
- Vila Trotil

### Jardim Presidente Dutra(sede do distrito homônimo)[3]
- Cidade Parque São Luiz (Vila Kaican)
- Jardim Maria Dirce (Sul)
- Jardim Maria Dirce II (Norte)
- Jardim Presidente Dutra
- Inocoop (Leste)

### Sadokim
- Jardim Álamo
- Vila Sadokim

### Itaim
- Jardim dos Olivas
- Vila Itaim
- Jardim Sandra
- Jardim Joemi
- Jardim Olivas
- Jardim Maria Alice
- Fazenda Itaim
- Jardim Guaracy
- Jardim do Porto
- Jardim Any (Vila Any)
- Jardim Jacy
- Vila Aimoré
- Vila Bernardino
- Jardim Izildinha
- Vila Laurita